# 波托茨基宮 (利沃夫)
波托茨基宮（羅馬化：Palats Pototskykh）是位於烏克蘭城市利沃夫的一座宮殿建築，修建於1880年代，曾是奧地利總理波托茨基的住宅。蘇聯時期，這座宮殿被收歸公有。1972年時，宮殿被用來舉辦婚禮，後來得到了修復。在2000年代，烏克蘭總統曾將這裡作為自己的寓所。